# Čudovskij rajon
Il Čudovskij rajon (in russo Чудовский район?) è un rajon dell'Oblast' di Novgorod, nella Russia europea; il capoluogo è Čudovo. Istituito nel 1927, ricopre una superficie di 2.331,8 chilometri quadrati ed ospita una popolazione di circa 24.000 abitanti.